# سباق أمستل الذهبي 2008
سباق أمستل الذهبي 2008 هو سباق دراجات هوائية، تكون السباق من مرحلة واحدة وامتدّ لمسافة 257. 4 كم بسرعة 39.05 كم/س، استغرق السباق 6 h. فاز به الإيطالي داميانو كيونقو.

## الترتيب
| م                     | الدرّاج         | البلد   | الزمن |
| --------------------- | -------------- | ------- | ----- |
| الفائز بالترتيب العام | داميانو كيونقو | إيطاليا | 6 h   |